# Rubjerg Knude Fyr

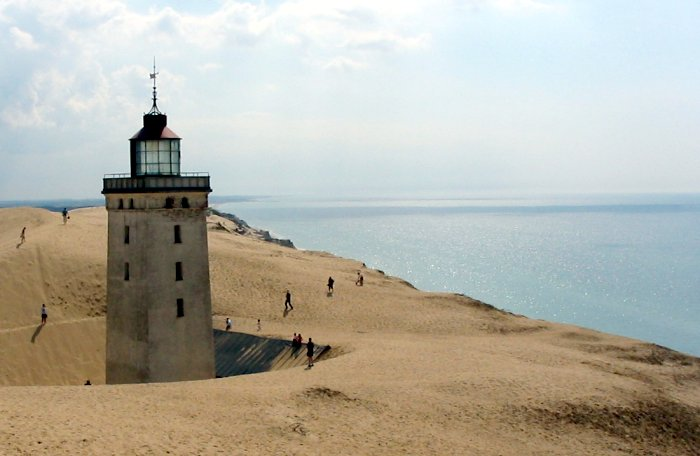
Rubjerg Knude en el año 2004.

El Rubjerg Knude es un faro abandonado que se encuentra en la isla de Vendsyssel-Thy, en Dinamarca, entre las poblaciones de Lønstrup y Løkken del municipio de Hjørring.

## Historia
Fue construido en 1899 en la parte alta de una colina, a unos 60 metros sobre el nivel del mar. Los barcos detectaban su luz desde una distancia de unos 40 kilómetros. Las tormentas fueron amontonando arena ante el faro, hasta tal punto que en 1968 su luz dejó de ser visible. El faro funcionó como museo hasta 2002, año en que la duna terminó por sepultar algunos de los edificios anexos, sin embargo, el faro nunca ha llegado a quedar enterrado por la arena. La duna se va aplanando con los años y se desplaza hacia el noreste, hoy en día todavía tiene una altura de entre 90 y 100 metros.

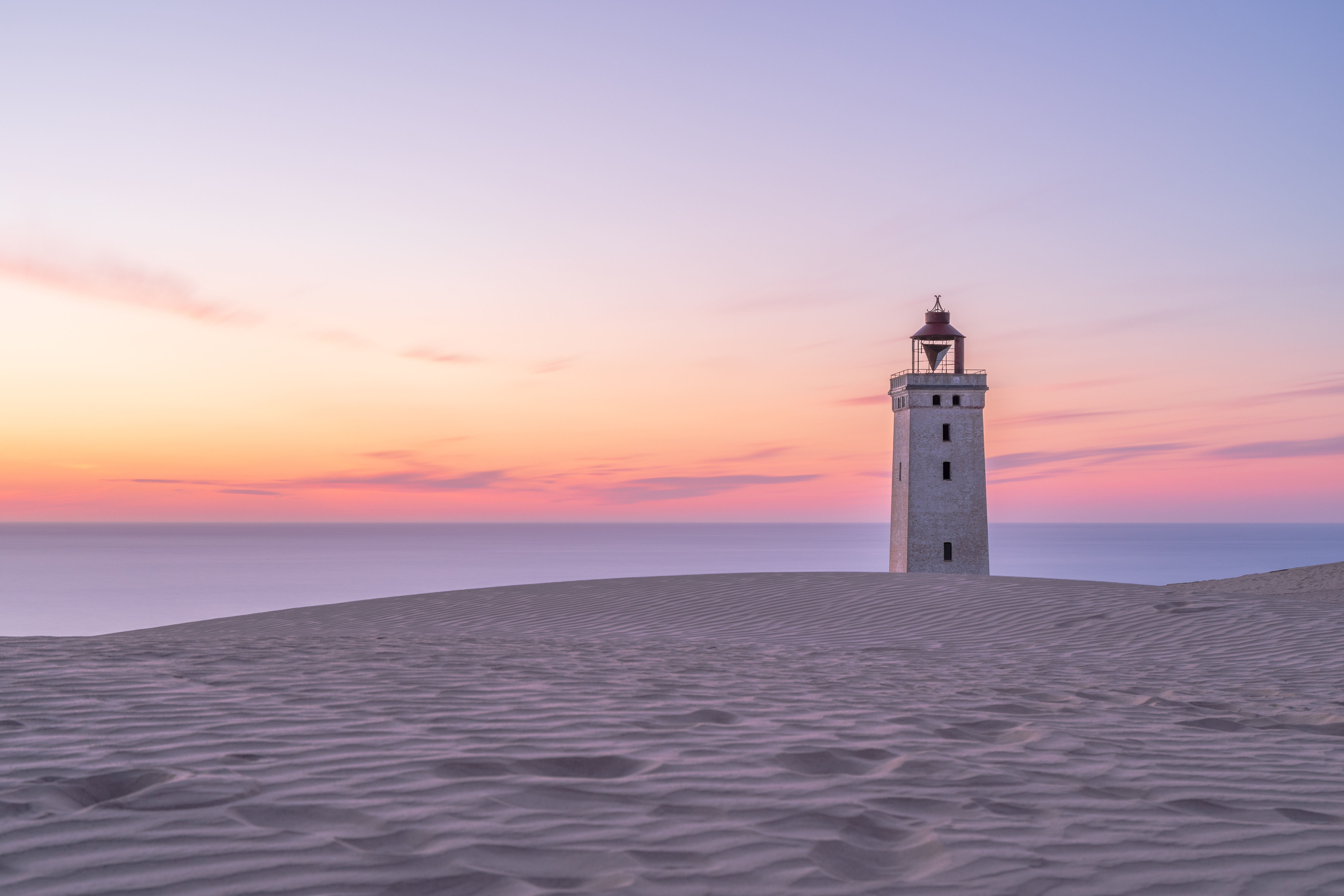
El faro en su ubicación original al atardecer.

En 2019 se traslada en una complicada obra para salvarlo.